# Kašinskij rajon
Il Kašinskij rajon (in russo Кашинский район?) è un rajon dell'Oblast' di Tver', nella Russia europea; il capoluogo è Kašin. Istituito nel 1929, ricopre una superficie di 2.010 chilometri quadrati.